# 卡皮扬
卡皮扬（法語：Capian，法語發音：[kapjɑ̃]）是法国吉伦特省的一个市镇，属于朗贡区。

## 地理
卡皮扬（44°42'39"N, 0°19'52"W）面积18.23 平方千米，位于法国新阿基坦大区吉倫特省，该省份为法国西南部沿海省份，是法國本土面积最大的省，北起滨海夏朗德省，西临大西洋，南至朗德省，东南接洛特-加龍省，东临多爾多涅省。
与卡皮扬接壤的市镇（或旧市镇、城区）包括：拉索沃、卡尔当、维勒纳夫德里翁、欧克斯、朗瓜朗、帕耶、苏利尼亚克、塔尔贡。

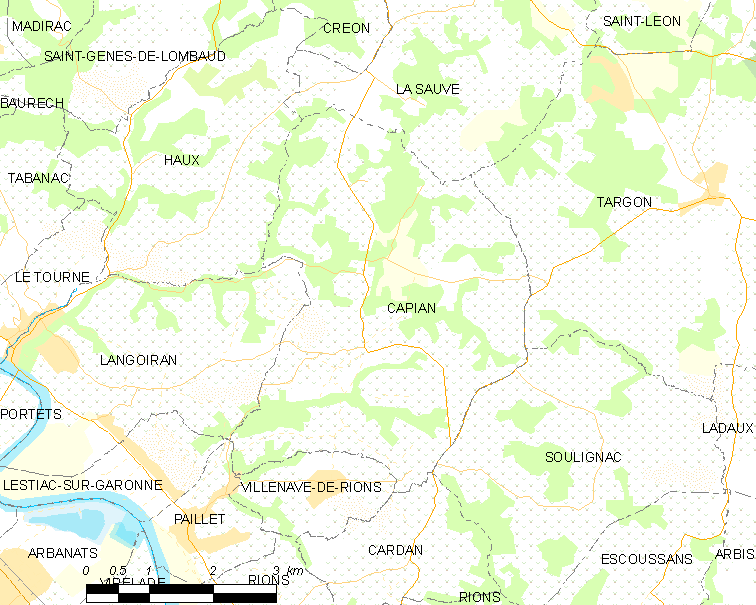
卡皮扬的OSM定位图

卡皮扬的时区为UTC+01:00、UTC+02:00（夏令时）。

## 行政
卡皮扬的邮政编码为33550，INSEE市镇编码为33093。

## 政治
卡皮扬所属的省级选区为海间县。

## 人口

1962-2008年间卡皮扬人口变化图示

卡皮扬于2022年1月1日时的人口数量为798人。